# Pallatanga (kanton)
Pallatanga – kanton w Ekwadorze, w prowincji Chimborazo. Stolicą kantonu jest Pallatanga.